# Haemulopsis
Haemulopsis és un gènere de peixos pertanyent a la família dels hemúlids.

## Descripció
- Cos moderadament allargat i ovalat.
- Preopercle finament serrat.
- L'interior de la boca no és de color vermell.
- Aleta dorsal contínua.[2]

## Distribució geogràfica
És un endemisme del Pacífic oriental tropical.

## Taxonomia
- Haemulopsis axillaris (Steindachner, 1869)[3]
- Haemulopsis elongatus (Steindachner, 1879)[4]
- Haemulopsis leuciscus (Günther, 1864)[5]
- Haemulopsis nitidus (Steindachner, 1869)[3][6][7][8][9][10]